# Acanthogobio
Acanthogobio is een geslacht van straalvinnige vissen uit de familie van eigenlijke karpers (Cyprinidae).

## Soorten
Het geslacht kent de volgende soort:
- Acanthogobio guentheri Herzenstein, 1892